# Marianne Ahlgren
Marianne Ahlgren, född 6 december 1970, är en svensk reklamare och tidigare politiker (folkpartist). Hon var ordförande i Liberala studenters ordförandemöte under nätverkets första tid mellan 1995 och 1996.
Tillsammans med Charlotte Mörner Stein driver Ahlgren sedan 2016 reklambyrån Another View.
Ahlgren är gift med Åsa Linnman, född 1972.